# Alois Rosenwink
Heinrich Alois Rosenwink (1er août 1898 à Munich, Bavière-26 mai 1969 à Weiden, Haut-Palatinat) était un fonctionnaire politique allemand et un dirigeant SS. 

## Biographie
Rosenwink, qui vivait à Munich en tant que commerçant, a été l'un des premiers membres du NSDAP, qu'il a rejoint en 1922. En 1923, il était membre du groupe chargé de la sécurité d'Adolf Hitler.
Les 8 et 9 novembre 1923, Rosenwink participe au coup d'État de Munich, au cours duquel il participe entre autres à l'occupation du Bürgerbräukeller. Après l'échec du coup d'État, il fut placé en détention. Le 28 avril 1924, il est condamné par le tribunal populaire de Munich à un an et trois mois de prison dans une forteresse pour haute trahison en raison de sa participation au coup d'État manqué (numéro de dossier C 422 23/24). Il a passé trois mois et 20 jours à la forteresse de Landsberg avant d'être libéré prématurément le 30 septembre 1924.

Lorsque le NSDAP fut nouvellement refondé en 1925, Rosenwink fut l'un des premiers à le rejoindre (numéro de membre 82). À cette époque, il participe également à la fondation de la Schutzstaffel (SS). En 1925, il obtient le grade de commandant d'escadron et, en tant que chef de service, se voit confier la gestion de la SS-Oberführung, le premier quartier général administratif de la SS. Pour cette raison, Heinz Höhne caractérise également Rosenwink comme "l'organisateur réel" des premiers SS. Rosenwink est également considéré comme l'un des créateurs potentiels du crâne en tant qu'insigne SS:
"Sur nos casquettes noires, nous portons le crâne et les os croisés de nos ennemis comme un avertissement à notre Führer et comme un signe de l'engagement de notre vie envers son idée".
En revanche, l'hypothèse de Georg Franz-Willing selon laquelle Rosenwink était un pseudonyme utilisé par Alfred Rosenberg à l'époque est erronée. Depuis 1926, Rosenwink faisait de la publicité pour le national-socialisme avec des diaporamas, mais cette activité n'étant plus suffisante pour financer sa subsistance, il s'installe en 1928 à Auma, en Thuringe, où il trouve du travail dans une usine de porcelaine.
En 1928, Rosenwink démissionne du NSDAP en raison de querelles avec Adolf Rottenberger. Le 1er avril 1932, il rejoint à nouveau le NSDAP (numéro de membre 1.100.551). Le 1er février 1932, il devient également membre de la Sturmabteilung (SA), dans laquelle il est promu successivement au rang de Scharführer, Truppführer, Sturmführer et Sturmhauptführer. Politiquement, cependant, Rosenwink n'a plus joué de rôle. À partir du milieu des années 1930, il gagne sa vie en tant qu'employé de la Luftwaffe dans le Reich. Rosenwink ne prendra jamais aucune part active dans la politique nazie au cours de la Seconde Guerre mondiale, et meurt en 1969, à Weiden.